# Parkend
Parkend – wieś w Anglii, w hrabstwie Gloucestershire, w dystrykcie Forest of Dean. Leży 25 km na południowy zachód od miasta Gloucester i 171 km na zachód od Londynu.